# Carino Gambacorta
Carino Gambacorta (Poggio San Vittorino, 10 maggio 1912 – Teramo, 15 dicembre 1993) è stato uno storico e politico italiano.

## Biografia

### Gioventù
Nato da una famiglia di agricoltori di contrada San Vittorino di Teramo, interruppe gli studi in giovane età per impiegarsi nell'allora Osservatorio astronomico di Collurania a Teramo, oggi divenuto Osservatorio astronomico d'Abruzzo, con la speranza di diventarne tecnico, ma fu dissuaso dal direttore Luigi Taffara che lo convinse a riprendere gli studi osservando nel giovane grandi potenzialità. 

Si iscrisse all'Istituto Magistrale di Teramo, conseguendo il Diploma di Abilitazione nel 1938 in Vigilanza Scolastica con Giuseppe Lombardo Radice. 

Riuscì a soddisfare il desiderio di iscriversi all'università e, tra il 1935 e il 1938, con sacrificio si mantenne agli studi alternandoli con il servizio nel Convitto Nazionale di Teramo e nelle Scuole Elementari e di Avviamento Professionale di Civitella del Tronto. 

Nel 1939 si laureò in Belle Lettere nella Facoltà del Magistero di Roma con Pietro Silva, discutendo una tesi su Civitella del Tronto, che più avanti si rivelerà un argomento che lo appassionerà molto e al quale dedicherà ulteriori studi e pubblicazioni.

### Seconda guerra mondiale
Partecipò alla seconda guerra mondiale come Ufficiale di Complemento con il grado di Sottotenente (dopo aver svolto il Corso Allievi Ufficiali a Fano) e come Comandante dell'Ufficio Disciplina a Barletta.
Qui fu catturato dall'esercito tedesco nel settembre 1943, sette mesi dopo essersi sposato con Carmelina Di Giuseppe Cafà. 

Fu deportato in Polonia e in Germania e liberato dopo due anni di dura prigionia dalle truppe americane, riuscendo a tornare in patria il 2 luglio 1945.
In quel periodo ebbe modo di scrivere i diari di guerra, piccoli quaderni inediti che descrivono una disperante quotidianità di dolore, mortificazione e stenti.
Durante la permanenza nei campi di internamento era stato sottoposto ad un trattamento particolarmente severo a causa del rifiuto di privarsi dei gradi di Ufficiale dell'Esercito Italiano e di aderire alla Repubblica di Salò; l'accettazione gli avrebbe fruttato il beneficio dell'immediato rientro in patria. Fu congedato come Maggiore. 

### Carriera di professore e sindaco a Teramo (anni '50)

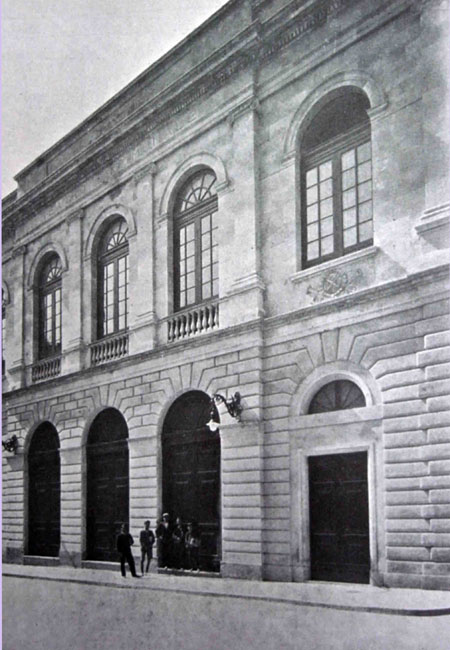
Esterno del teatro comunale di Teramo, prima della demolizione del 1959

Al ritorno dalla guerra, duramente provato nel fisico, fu costretto a rimanere per circa un anno a letto: ciò gli valse la Croce al Merito per l'internamento in Germania (nel 1953) e la nomina a Vice Presidente dell'Associazione Nazionale Mutilati ed Invalidi di Guerra (nel 1973), carica che conservò per il resto della vita. 

Vincitore di concorso, tra il 1950 e il 1962 ricoprì l'incarico di Direttore didattico a Campli e a Teramo; dal 1962 al 1976 fu Ispettore Scolastico. Per una Legislatura fu Assessore alla Pubblica Istruzione e Vice Sindaco al Comune di Teramo (1951, Sindaco Alfredo Biocca). 

Nel 1949 fu nominato Presidente della ACLI e nel 1952 Presidente del Patronato; nel 1955 ebbe il titolo di Commendatore per Decreto del Presidente della Repubblica Gronchi. 

Fu sindaco di Teramo per tre legislature, con la Democrazia Cristiana dal 1956 al 1969. 

Da primo cittadino diede nuova vita alla rivista “Teramo” (1959) edita dal comune, diretta personalmente per un decennio, durante il quale il periodico si propose come servizio informativo per la collettività teramana (la rivista era stata in precedenza pubblicata nel periodo tra il 1932 e il 1941). 

Nel 1958 ebbe la nomina a Cavaliere Grand'Ufficiale dell'Ordine di Sant'Agata da parte del Consiglio Grande e Generale della Repubblica di San Marino.

Sempre come Sindaco ideò e realizzò il Giugno Teramano (1959), una rassegna culturale che fra l'altro diede origine alla Fiera dell'Agricoltura (già Fiera di Teramo) e al Premio Teramo per un racconto inedito.

### L'abbattimento del teatro umbertino di Teramo (1959) e le altre demolizioni
Ma durante il suo mandato da Sindaco fu assai controversa la sua decisione di abbattere nel 1959 il Teatro Comunale di Teramo definito la "Piccola Scala" a cui il primo cittadino, motivando la decisione con uno stato di abbandono e fatiscenza, con un piccone arrecò materialmente la prima plateale picconata all'edificio per costruirvi invece un più modesto cineteatro e adibirvi gran parte degli spazi a esercizio commerciale, privatizzando quindi un'area pubblica comune, per la catena di grandi magazzini "Standa" (e in seguito Oviesse). La decisione fortemente voluta da Gambacorta, che aveva minacciato pubblicamente le sue immediate dimissioni da Sindaco e della intera Giunta in caso di diniego, vide tuttavia un appoggio quasi unanime dell'intero Consiglio Comunale (23 consiglieri favorevoli e soltanto 2 contrari su 25)  all'abbattimento definitivo e della stessa opinione pubblica teramana con poche e isolate voci di dissenso in favore del vecchio teatro ottocentesco inaugurato nel 1868 quasi un secolo prima.
Sotto l'amministrazione Gambacorta furono demolite numerose altre architetture storiche del centro, tra cui il cineteatro Apollo, gioiello del Liberty.

### Presidente della Cassa di Risparmio (anni '60)
Nel 1960 divenne Deputato della Storia Patria nella Deputazione degli Abruzzi. 

Nel 1969 ebbe la nomina di Presidente della Cassa di Risparmio della Provincia di Teramo, carica che mantenne sino al 1981 e per accettare la quale lasciò il Comune.
Come Presidente della Cassa di Risparmio volle introdurre innovazioni anche nella politica culturale: fondò e diresse la rivista “La Voce Pretuziana” (1971-1982, cui collaborarono, fra i molti, Luigi Baldacci e Mario Pomilio, oltre ai più giovani Gianni Gaspari, Renato Minore e Paola Sorge); promosse la pubblicazione e la ristampa di numerose opere di valore storico, scientifico e letterario (fra cui le Memorie storiche della Repubblica di San Marino di Melchiorre Delfico, i cinque volumi della Storia della Città e Diocesi di Teramo di Niccola Palma - del cui Comitato di Redazione fu Presidente - e i due volumi della Storia della Provincia di Teramo dalle origini al 1922 di Clemente Cappelli e Rino Faranda); ideò la collana degli “Statuti dei Comuni della Provincia di Teramo” (ove, fra gli altri, videro la luce quelli di Ancarano, Atri,
Campli, Castiglione della Valle, Teramo) e inaugurò l'ormai consolidata tradizione dei Calendari Tercas.

### Gli anni '80: istituzione del Mediocredito teramano
Dal 1988 fu Presidente del Comitato per le Onoranze a Giannina Milli. Nel 1980 creò a Teramo il Mediocredito Regionale Abruzzese, istituto bancario di cui fu Presidente sino al 1990. 

Diede un impulso decisivo alla realizzazione dell'autostrada Teramo-Roma e alla creazione dell'Università degli Studi di Teramo. 

Ebbe altre cariche: Presidente del Consiglio Provinciale Scolastico nella prima attuazione dei Decreti delegati; Presidente del Consorzio Universitario Provinciale di Teramo; Presidente del Consorzio Universitario Interprovinciale (Chieti, Pescara, Teramo) fino alla statizzazione della D’Annunzio; Presidente del comitato finanziario del congresso eucaristico diocesano. 

Nel 1966 e nel 1972 vide assegnarsi il Premio della Cultura della Presidenza del Consiglio dei Ministri; ottenne inoltre la Medaglia d'Argento per l'Opera svolta a favore della Scuola (1955) e la Medaglia di Bronzo dei Benemeriti della Cultura e dell'Arte (1958).

### Ultimi anni e morte
Il 25 luglio 1992 il Comune di Civitella del Tronto gli conferì la Cittadinanza onoraria come riconoscimento per l'Alta Opera di Ricerca Storica.

### Onorificenze
A Carino Gambacorta, il 21 ottobre 2006, è stato intitolato il viale centrale dei Tigli (ossia i giardini in Viale Mazzini), quasi come uno sfregio, una beffa, infatti i giardini sono prospicienti il teatro ottocentesco che fu abbattuto sotto la sua amministrazione.
Nello stesso viale, il 31 luglio 2009 è stata installato un busto bronzeo a lui dedicato, insieme a quello di personaggi illustri della Provincia di Teramo. A più riprese la popolazione ha vilipeso il busto, e in una occasione lo ha divelto, la stessa insegna dei giardini recanti il suo nome è stata rimossa. La risposta delle istituzioni è stato un foglio pieno d'ingiurie posto sul basamento del busto, e un ripristino della sua collocazione.
A Gambacorta è intitolata anche la sala espositiva della Banca di Teramo.
Il 27 gennaio 2022, grazie alle ricerche del giornalista di Giulianova Walter De Berardinis, nei saloni della Prefettura di Teramo, il figlio Pasquale ha ricevuto la Medaglia di Bronzo alla memoria di Carino Gambacorta per l'internamento nei lager tedeschi. 

## Gambacorta e il caso del sacco di Teramo
La lunga amministrazione comunale di Gambacorta è ricordata nella storia cittadina di Teramo, e architettonica del panorama abruzzese, per aver operato senza precedenti cambiamenti urbanistici drastici e in particolar modo aggressivi, volti a modernizzare a tutti i costi la città, sin dai primi anni dell'insediamento della giunta nel 1956.
Tali cambiamenti, allora salutati come portatori di modernità e progresso, oggi dagli stessi teramani e dagli storici dell'arte sono visti con profonda vergogna, per la perdita immane di gran parte del patrimonio storico del centro, in compenso della speculazione, e di effimeri abbagli del commercio, come la distruzione dello storico teatro comunale sul corso San Giorgio nel 1959, vicino allo slargo della già demolita chiesa di San Matteo (del XVII secolo, distrutta nel 1941 per realizzare il piazzale davanti alla Prefettura), al fine di costruire lo stabile dei grandi magazzini Standa.

### Principali demolizioni
Tra le varie costruzioni distrutte durante la giunta, figurano la Fontana delle Piccine con i giardini pensili del Palazzo Delfico nell'attuale via D'Annunzio, delle case medievali porticate dette "case Bonolis" lungo il corso De Michetti, vicino alla chiesa di Sant'Antonio, la demolizione di Palazzo Pompetti in Piazza Sant'Anna per scavare la Domus romana, la demolizione delle case civili e dell'arco di Monsignore (del XVIII secolo, demolizioni avvenute intorno al 1968) dell'ex Piazza Vittorio Emanuele, oggi Piazza Martiri della Libertà, delle case del rione Santa Maria a Bitetto lungo vico del Pensiero, e dell'ex monastero di Santa Maria del Carmine (resta solo la chiesa attorniata dalla moderna caserma dei carabinieri), del cinema teatro Apollo in stile eclettico liberty, del Palazzo delle Poste del primo Novecento, accanto alla chiesa di Sant'Agostino, il tempietto neogotico del Carminiello, posto allo sbocco dell'attuale via F. Savini, e infine della demolizione totale di Piazza della Cittadella (oggi piazza Martiri Pennesi), dove si trovava lo storico Albergo Giardino.
- Ex cine teatro Apollo: costruito nei primi anni 20 (inaugurato nel 1914 come auditorium), in stile liberty moresco con decorazioni neoclassicheggianti, un ingresso con i bracci laterali che componevano un semicerchio simile al Colonnato del Bernini a san Pietro in Vaticano, si trovava vicino a corso San Giorgio, angolo di via Scarselli con via Delfico, era uno dei cinema più interessanti d'Abruzzo, dal punto di vista architettonico, con la sala centrale a ferro di cavallo. Demolito nel 1959 circa. Fu costruito sopra esso il nuovo palazzo col cinema omonimo, fallito nel 1984, di dubbio interesse architettonico.

- Casa Bonolis e portici: sul corso De Michetti (vecchio corso di Porta Madonna), demolite nella metà degli anni 60 per la costruzione del condomino "Miliardo". Si trattava di un interessante complesso di case popolari del XIV-XVIII secolo, con portico al pianterreno, ricavato da portici medievali, a loro volta ricavati dagli archi dell'acquedotto romano di Interamnia. Un soprintendente riuscì a bloccare la demolizione dei portici medievali in corso, appena in tempo, dimostrando la loro storicità in quanto parte dell'antico acquedotto romano. Tuttavia il monumento è oltraggiato dalla presenza del casermone condominiale appena dietro i portici, oltretutto il palazzo fiancheggia l'ex convento del XIV secolo dei Francescani, e la chiesa di Sant'Antonio.
- Fontana delle Piccine e giardini pensili Delfico: posti tra via Delfico e l'ex via Santa Lucia, attuale via D'Annunzio,  la fontana era una scultura a muro neoclassica di Luigi Cavacchioli, rappresentante una conchiglia con dentro una figura di ninfa che faceva sgorgare l'acqua dalle mammelle, prima della demolizione era uso tra i giovani toccare le mammelle per avere fortuna negli esami scolastici; il muro addossato al palazzo De Filippis Delfico, sede della biblioteca provinciale, aveva i giardini pensili con un ponte corridoio. Demoliti negli anni 70 per realizzare un nuovo isolato con condomini moderni, piazza Benvenuto Cellini.
- Villino di via del Burro: demolito per la riqualificazione di via Carducci e costruzione della Banca D'Italia, che scimmiotta lo stile classico ottocentesco.
- Palazzo Muzii-Castelli: sul corso Cerulli, opera in stile eclettico di Vincenzo Pilotti (primi anni 20), rischiò la demolizione dopo un'infamante campagna giornalistica, che ne metteva in dubbio il valore artistico.
- Riqualificazione dell'ex piazza della Cittadella: poco distante da piazza Orsini, aveva lo storico albergo ottocentesco "Giardino", anticamente vi era una struttura difensiva del governatore di Teramo. La demolizione totale degli edifici affacciati sul piazzale per costruire la nuova sede INPS, ha riguardato il cambiamento totale dell'assetto dell'attuale e anonima piazza Martiri Pennesi.
- Demolizione di palazzo Pompetti: grosso edificio settecentesco affacciato su Largo Torre Bruciata (piazza Sant'Anna), esattamente dove sta l'area archeologica della domus di Sant'Anna dei Pompetti. Aveva una torretta di avvistamento decorativa, il palazzo fu abbattuto nel 1968 circa per permettere gli scavi archeologici.
- Palazzo Ciotti: verso la fine di Corso De Michetti lato porta Madonna, demolito perché ritenuto di scarso valore architettonico (XVII secolo con portale in bugnato), ora vi si trova una succursale della Banca d'Italia, stile anonimo.
- Chiesetta del Carminello e piazza del Carmine: il tempietto era in stile neogotico, costruito a pianta ottagonale come un tempio greco, nel tardo Ottocento, come cona votiva in omaggio alla Madonna del Carmine, venerata nella vicina parrocchia. Tutta la piazza e l'ex convento, occupato dai carabinieri dall'Ottocento come sede del comando comunale, è stata riqualificata con la demolizione delle antiche strutture, eccettuata la chiesa della Madonna, e costruzione di palazzi moderni. L'area del tempietto del Carminello, è l'attuale incrocio di viale Spalato con via Savini, per realizzare questa nuova strada fu distrutto il tempietto,  che era usato anche come cassa armonica per la banda. La via fu aperta con le demolizioni, i palazzi tentano di scimmiottare le antiche strutture porticate con nuovi portici.
- riqualificazione di Largo Muzii: attuale piazza Giuseppe Verdi, demolizione di case settecentesche vicino all'ex convento di san Giovanni a Scorzone e ricostruzione dell'ex mercato coperto in stile moderno e scialbo, accanto alla storica struttura chiesastica del XVII secolo.
- Riqualificazione dell'ex piazza Cavour poi piazza Roma: attuale Piazza Orsini, il Gambacorta demolì un palazzo posto all'incrocio con via Irelli per permettere gli scavi archeologici al teatro romano, comportando la distruzione di una parte della cavea. Successivamente sull'area della casa demolita, con torre medievale, fu costruito un moderno condomino. Le demolizioni varie attorno al teatro romano, occupato in parte da palazzi settecenteschi (opere non ancora compiute), riguardarono uno scorcio medievale vicino alla chiesa di San Bartolomeo, il vicolo omonimo con case antiche e angiporti che sbucava sulla piazza, dietro il Municipio.

- Vecchio palazzo della posta: risalente all'Ottocento e avente un sobrio stile neoclassico umbertino, usato inizialmente come telegrafo, era in piazza Sant'Agostino, nell'area dove oggi si trova l'unico palazzo moderno del piazzale che contrasta con le antiche architetture, fu costruito intorno al 1961.
- Palazzetto del Credito Abruzzese: in piazza Orsini, lato nord, verso il vescovado. Opera di Alfonso De Albentiis (1925), in stile neogotico fiorentino con portici ad archi ogivali per le finestre, e merlature alla ghibellina sulle balaustre; fu demolito nel 1969 per il nuovo anonimo palazzo della BNL che contrasta con gli antichi portici del palazzo vescovile.
- Piazza Garibaldi: demolizione negli anni 70 della storica fontana a vasca circolare dell'800, per la sostituzione con l'ipogeo che collega corso San Giorgio a viale Bovio, villa comunale.
- Demolizione del Pozzo dei Canonici: era in piazza Vittorio Emanuele, lato via san Berardo, consisteva in un ciborio monumentale medievale, con rifacimenti barocchi della cupola. Con la riqualificazione della piazza nel 1968, i leoni del XIII secolo che reggevano le colonne tortili, furono smontati e depositati sulla rampa della scalinata monumentale del Duomo.
- Risanamento di Santa Maria a Bitetto: storico quartiere del centro compreso tra via Stazio, piazza Verdi, via Savini e piazza del Carmine, nel 1975 circa l'antica via del Pensiero, l'area degradata con case medievali, fu demolita completamente per fare posto a piazzetta del Sole. Fortunatamente non tutto il sobborgo medievale è stato demolito, cosa grave fu la tentata demolizione di Casa Urbani in via Pensiero, attuale sede del Museo del Gatto. La casa risale al XII-XIII secolo, una delle più antiche di Teramo, ancora una volta la Soprintendenza intervenne mentre la demolizione era in atto, sicché si lasciò il manufatto distrutto a metà fino alla fine degli anni 90, quando delle associazioni si batterono per ricostruire la casa nello stile originale.
- Riqualificazione di piazza Vittorio Emanuele: attuale piazza Martiri della Libertà, nel 1968 le case settecentesche popolari che occupavano il secondo ingresso del Duomo furono demolite insieme all'arco di Monsignore, che collegava la piazza con piazza Orsini. Fu restaurata la facciata medievale barocchizzata del Duomo, con il portale romanicizzato e la modifica del finestrone centrale ad oculo pseudomedievale.
- Costruzione del nuovo cinema teatro e sede dei Grandi Magazzini, post 1959, sopra l'area del vecchio teatro comunale del 1868, sul corso San Giorgio.
- Demolizione di alcune case popolari ottocentesche a nord dell'ex circuito murario di Porta Madonna, all'incrocio con via Porta Carrese - metà anni 70, sostituite da anonimi condomini.

### Arco di Monsignore
L'Arco di Monsignore era un cavalcavia, un collegamento aereo tra il palazzo Vescovile e la Cattedrale, tra Piazza Martiri della Libertà e Piazza Ercole Orsini; è stato anche sede dell'archivio vescovile.
Fu costruito nel 1738, a ridosso della torre campanaria, dal Vescovo Tommaso Alessio de' Rossi, che volle realizzare un progetto risalente al XVII secolo.

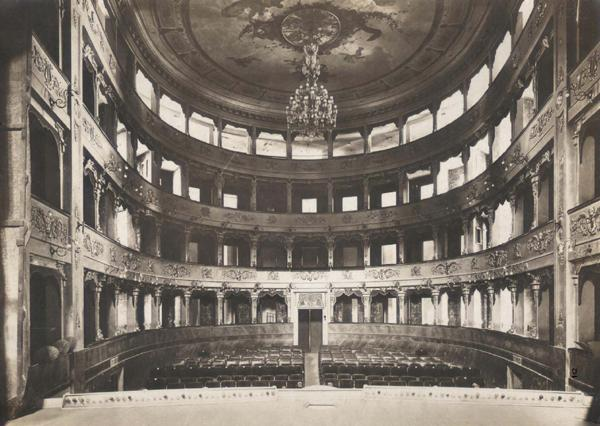
Teatro Comunale di Teramo

Costituiva una prosecuzione (più grande) degli archi della loggia del palazzo Vescovile, con i quali delimitava un lato dell'importante piazza del Mercato, ora piazza Orsini.
Fu demolito nel 1969, dal soprintendente Mario Moretti, che completò così l'opera di isolamento del Duomo di Teramo, iniziata nel 1935, terminata con la distruzione delle case di Piazza Vittorio Emanuele che occultavano l'accesso alla seconda facciata del Duomo; inutile fu l'opposizione del Vescovo Stanislao Battistelli.
Insieme all'Arco di Monsignore Teramo ha subito la perdita, soprattutto tra il XIX e il XX secolo, di moltissime chiese e monumenti religiosi: verso il 1750 si potevano contare, dentro la Città, circa 50 chiese; oggi ne sono 20.

### Demolizione del teatro comunale di Teramo
Già nel 1959 era stata portata a termine la demolizione del Teatro Comunale di Teramo che si trovava all'estremità di Corso San Giorgio, vicino a piazza Garibaldi, accanto all'ex Largo San Matteo, dal nome di una storica chiesa abbattuta nel 1940 per cerare uno slargo davanti al palazzo della Prefettura.
Al suo posto sorge ora il palazzo che ospita, tra l'altro, il nuovo Cineteatro Comunale e il grande magazzino Oviesse (ex Standa). Il precedente Teatro Comunale era stato inaugurato nel 1868. Il progetto era dell'architetto Nicola Mezucelli. Il sipario, raffigurante l'Incoronazione del Petrarca, fu dipinto da Bernardino De Filippis-Delfico. Al primo piano si trovava la Sala della Cetra, avente funzione di Ridotto del Teatro. Al centro della sala principale, sulla volta decorata con affreschi ottocenteschi, era posto il grandioso lampadario. All'interno dell'edificio che oggi ospita, sulle spoglie del vecchio Teatro, il Cineteatro Comunale, esiste attualmente una sala originariamente adibita a Ridotto (peraltro mai utilizzata e oggi in completo abbandono), sita all'ultimo piano del palazzo. Nei sotterranei, invece, era presente un vecchio apparato elettrico di climatizzazione del cinema. All'avanguardia per l'epoca della sua realizzazione, venne installato nel 1962 ma non entrò mai in funzione. In completo disuso, venne smantellato negli anni ottanta.

## Scritti
- Scuola in atto, Barletta, Aurora, 1942;
- Intorno agli abruzzesismi di Fedele Romani, Teramo, Ars et Labor, 1950;
- Otto anni di scuola per adulti, San Gabriele, Eco, 1955;
- L'Abruzzo teramano nella letteratura e nell'arte, Pescara, Trebi, 1958;
- Il Museo civico di Teramo, Pescara, Trebi, 1959;
- Contributo della Provincia di Teramo all'Unità d'Italia, Teramo, Ars et Labor, 1961;
- Civitella del Tronto e la sua storia, Pescara, Trebi, 1962;
- Compendio della storia di Civitella, Teramo, Ceti, 1962;
- L'agricoltura nella letteratura, nell'arte, nella scienza e nei programmi della scuola elementare, Teramo, La Poligrafica, 1962;
- Teramo e i suoi vecchi e nuovi ponti, S. Gabriele, Eco, 1967;
- Contributo del Comune di Teramo per la costruzione dell'autostrada Roma-Adriatico, S. Gabriele, Eco, 1968;
- L'Abruzzo Teramano nella letteratura, nella storia e nell'arte, Teramo, Ceti, 1968;
- Un Vescovo va, un Vescovo viene, San Gabriele, Eco, 1968;
- Alberto Pepe e Renato Molinari martiri della Resistenza, San Gabriele, Eco, 1971;
- L'Abruzzo nella letteratura, nella storia e nell'arte, Teramo, Edigrafital, 1972;
- La Cassa di Risparmio e gli altri Istituti di Credito della Provincia di Teramo, Teramo, Tercas, 1980;
- Giannina Milli nel centenario della morte, Teramo, Edigrafital, 1988;
- Storia di Civitella del Tronto, 2 voll., Teramo, Edigrafital, 1992.